# Аргаяшский район
Аргая́шский район — административно-территориальная единица (район) и одноимённое муниципальное образование (муниципальный район) в Челябинской области России.
Административный центр: село Аргаяш.

## География
Район расположен в северной части Челябинской области. Занимает площадь 2791 км², из них 26 % составляют леса, 11 % — водоёмы (50 озёр и 9 рек). Площадь сельскохозяйственных угодий равна 140,8 тыс. га. Общая протяжённость границ 250 км.
Есть месторождения золотых руд, цветного мрамора. Район богат сапропелем и торфом.
Климатический и бальнеологический курорт Увильды.

## История
С древних времён территорию нынешнего Аргаяшского района населяли башкирские племена: в основном племена Табын и Айле. Айлинцы преимущественно жили в северной части сегодняшнего Аргаяшского района. Табынцы населяли центральную и западную часть района. К сегодняшним дням данные группы сформировали этнотерриториальную группу Аргаяшские башкиры. Которые из-за своей численности являются ядром северо-восточной части башкирского этноса.
Русское население района начало формироваться с 60-х годов XVIII века и было представлено беглыми крестьянами, раскольниками, переселёнными крепостными крестьянами из Поволжья, привезёнными для работы на горных заводах Кыштыма, Карабаша и т. д. Данная группа русских заселила восточную часть района и с течением времени оформилась в этнографическую группу русских известную сейчас как тютнярцы. Новые группы русских в районе появились после начала индустриализации в Советское время.
С середины XVII века его территория находилась в составе Оренбургской губернии. В 1917 году возник Аргаяшский кантон Башкурдистана (с 1919 года по 1930 год в составе Башкирской АССР), представлявшего собой анклав внутри огромной Уральской области. Район образован в 1930 году в составе Башкирской АССР путём разделения кантона на 2 района (Аргаяшский и Кунашакский). При разделении Уральской области в 1934 году, Аргаяшский район вошёл в состав Челябинской области, при этом в 1934 году входил в состав башкирского Аргаяшского национального округа Челябинской области.

## Население
| 2002    | 2005    | 2006    | 2007    | 2008    | 2009    | 2010    |
| ------- | ------- | ------- | ------- | ------- | ------- | ------- |
| 42 808  | ↘42 151 | ↘41 653 | ↘41 225 | ↗41 367 | ↗42 182 | ↘41 387 |
| 2011    | 2012    | 2013    | 2014    | 2015    | 2016    | 2017    |
| ↗41 415 | ↘41 059 | ↘40 892 | ↘40 868 | ↘40 735 | ↗40 946 | ↗41 150 |
| 2018    | 2019    | 2020    | 2021    | 2023    |         |         |
| ↘41 012 | ↘40 540 | ↘40 516 | ↘39 499 | ↘39 396 |         |         |

1989 год — 43 733 человека

### Национальный состав
Основное население района составляют башкиры — 60,3 %, русские — 26,2 % и татары — 2,8 %. (Данные ВПН за 2020 год).
К сожалению наметилась тенденция к снижению численности населения района из-за высокой смертности, низкой рождаемости и постоянного оттока молодёжи в крупные города, как Челябинск и Екатеринбург, после ликвидации Советского союза.
Башкиры проживают во всех населенных пунктах района. Численность по данным ВПН за 2020 год составила 23 804 человека.
Русские преобладают в селах Кузнецком, Увильдах и Губернском, деревне Марксист, посёлках Миасском и Каракульмяке, а также в Аргаяше. Численность по данным ВПН за 2020 год составила 10 329 человек.
Татары проживают среди башкир в селе Кулуево, поселке Ишалино и в райцентре, селе Аргаяш (проживает примерно 70% всех татар района). Численность по данным ВПН за 2020 год составила 1 110 человек. Единственная татарская деревня — Кызылбулак. Основана в 30 — е годы XX века переселенцами татарами из Башкортостана с территории современного Кушнаренковского района РБ. Но в данный момент Кызылбулак можно назвать башкирской деревней, т к большинство жителей данной деревни составляют башкиры. Кроме этого татары по переписи 2002 года преобладают в башкирской деревне Янги-Юл.
Национальный состав Аргаяшского района по переписи 1939 г.
| Национальность / район (населенный пункт) | Численность | Численность    | Численность |
| Национальность / район (населенный пункт) | весь район  | г. Аргаяш (рц) | село        |
| Всего                                     | 35.603      | 4.870          | 30.733      |
| Башкиры                                   | 23.050      | 974            | 22.076      |
| Русские                                   | 10.039      | 3.174          | 6.865       |
| Татары                                    | 2.221       | 614            | 1.607       |
| Украинцы                                  | 119         | 52             | 67          |
| Мордовцы                                  | 43          | 7              | 36          |
| Казахи                                    | 33          | 6              | 27          |
| Поляки                                    | 30          | 1              | 29          |
| Чуваши                                    | 18          | 17             | 1           |
| Белорусы                                  | 15          | 6              | 9           |
| Немцы                                     | 8           | 0              | 8           |
| Коми                                      | 7           | 6              | 1           |
| Карелы                                    | 3           | 0              | 3           |
| Марийцы                                   | 2           | 2              | 0           |
| Буряты                                    | 2           | 2              | 0           |
| Адыгейцы                                  | 2           | 0              | 2           |
| Азербайджанцы                             | 1           | 1              | 0           |
| Удмурты                                   | 1           | 1              | 0           |
| Цыганы                                    | 1           | 1              | 0           |
| Латыши                                    | 1           | 1              | 0           |
| Французы                                  | 2           | 2              | 0           |
| Прочие национальности                     | 1           | 1              | 0           |
| Национальность не указана                 | 4           | 2              | 2           |

## Территориальное устройство
Аргаяшский район как административно-территориальная единица области делится на 12 сельсоветов. Аргаяшский муниципальный район, в рамках организации местного самоуправления, включает соответственно 12 муниципальных образований со статусом сельских поселений:
| №  | Муниципальное образование          | Административный центр   | Количество населённых пунктов | Население (чел.) | Площадь (км²) |
| -- | ---------------------------------- | ------------------------ | ----------------------------- | ---------------- | ------------- |
| 1  | Акбашевское сельское поселение     | деревня Акбашева         | 8                             | ↘3228            | 224,75        |
| 2  | Аргаяшское сельское поселение      | село Аргаяш              | 1                             | ↗10 211          | 16,50         |
| 3  | Аязгуловское сельское поселение    | деревня Аязгулова        | 9                             | ↘2239            | 35,58         |
| 4  | Байрамгуловское сельское поселение | село Байрамгулово        | 9                             | ↘2050            | 166,16        |
| 5  | Дербишевское сельское поселение    | деревня Дербишева        | 7                             | ↗2801            | 458,90        |
| 6  | Ишалинское сельское поселение      | посёлок ж.д. ст. Ишалино | 2                             | ↗1996            | 25,85         |
| 7  | Камышевское сельское поселение     | деревня Камышевка        | 6                             | ↘2544            | 176,72        |
| 8  | Кузнецкое сельское поселение       | село Кузнецкое           | 9                             | ↘2744            | 399,53        |
| 9  | Кулуевское сельское поселение      | село Кулуево             | 13                            | ↘4862            | 307,18        |
| 10 | Норкинское сельское поселение      | деревня Норкино          | 5                             | ↗2870            | 168,90        |
| 11 | Худайбердинское сельское поселение | посёлок Худайбердинский  | 6                             | ↗1373            | 210,43        |
| 12 | Яраткуловское сельское поселение   | деревня Яраткулова       | 10                            | ↘2478            | 492,67        |

### Населённые пункты
В районе 85 населённых пунктов.
| №  | Населённый пункт      | Тип              | Население | Муниципальное образование          |
| -- | --------------------- | ---------------- | --------- | ---------------------------------- |
| 1  | Абдырова              | деревня          | ↘245      | Дербишевское сельское поселение    |
| 2  | Айбатова              | деревня          | ↘254      | Кулуевское сельское поселение      |
| 3  | Акбашева              | деревня          | ↗1273     | Акбашевское сельское поселение     |
| 4  | Аракаева              | деревня          | ↘23       | Байрамгуловское сельское поселение |
| 5  | Аргази                | посёлок          | ↘238      | Байрамгуловское сельское поселение |
| 6  | Аргаяш                | село             | ↗10 211   | Аргаяшское сельское поселение      |
| 7  | Аязгулова             | деревня          | ↗633      | Аязгуловское сельское поселение    |
| 8  | Бажикаева             | деревня          | ↗1084     | Норкинское сельское поселение      |
| 9  | Байгазина             | деревня          | ↘539      | Кулуевское сельское поселение      |
| 10 | Байрамгулово          | село             | ↘1373     | Байрамгуловское сельское поселение |
| 11 | Башакуль              | посёлок          | ↘247      | Худайбердинское сельское поселение |
| 12 | Березовка             | деревня          | ↘662      | Кулуевское сельское поселение      |
| 13 | Бигарды               | посёлок          | ↘150      | Камышевское сельское поселение     |
| 14 | Бидинский             | посёлок          | ↘64       | Кузнецкое сельское поселение       |
| 15 | Биккулова             | деревня          | ↘258      | Яраткуловское сельское поселение   |
| 16 | Большая Исянгильдина  | деревня          | ↘202      | Кулуевское сельское поселение      |
| 17 | Большая Куйсарина     | деревня          | ↘502      | Кулуевское сельское поселение      |
| 18 | Большая Ультракова    | деревня          | ↘57       | Аязгуловское сельское поселение    |
| 19 | Большая Усманова      | деревня          | ↘285      | Акбашевское сельское поселение     |
| 20 | Большая Яумбаева      | деревня          | ↘156      | Кузнецкое сельское поселение       |
| 21 | Большой Медиак        | деревня          | ↘14       | Кулуевское сельское поселение      |
| 22 | Буланцы               | деревня          | ↗227      | Акбашевское сельское поселение     |
| 23 | Булатова              | деревня          | ↘50       | Худайбердинское сельское поселение |
| 24 | Горный                | посёлок          | ↘124      | Аязгуловское сельское поселение    |
| 25 | Губернское            | село             | ↘751      | Кузнецкое сельское поселение       |
| 26 | Давлетбаева           | деревня          | ↘152      | Кулуевское сельское поселение      |
| 27 | Дербишева             | деревня          | ↗1344     | Дербишевское сельское поселение    |
| 28 | Илимбетова            | деревня          | ↘420      | Дербишевское сельское поселение    |
| 29 | Ишалино               | деревня          | ↗636      | Дербишевское сельское поселение    |
| 30 | Ишалино               | посёлок ж.д. ст. | ↗2089     | Ишалинское сельское поселение      |
| 31 | Казырова              | деревня          | ↗140      | Кулуевское сельское поселение      |
| 32 | Калиновка             | деревня          | ↘102      | Кулуевское сельское поселение      |
| 33 | Калиновский           | посёлок          | ↘89       | Худайбердинское сельское поселение |
| 34 | Камышевка             | деревня          | ↗901      | Камышевское сельское поселение     |
| 35 | Каракульмяк           | посёлок          | ↘6        | Аязгуловское сельское поселение    |
| 36 | Каратуган             | деревня          | ↗52       | Ишалинское сельское поселение      |
| 37 | Кировский             | посёлок          | ↗294      | Акбашевское сельское поселение     |
| 38 | Комсомольский         | посёлок          | ↘95       | Худайбердинское сельское поселение |
| 39 | Крутолапова           | деревня          | ↘56       | Яраткуловское сельское поселение   |
| 40 | Кузнецкое             | село             | ↘1204     | Кузнецкое сельское поселение       |
| 41 | Кузяшева              | деревня          | ↗749      | Акбашевское сельское поселение     |
| 42 | Кулуево               | село             | ↘2764     | Кулуевское сельское поселение      |
| 43 | Кулукаева             | деревня          | ↘62       | Кулуевское сельское поселение      |
| 44 | Курамшина             | деревня          | ↗138      | Кулуевское сельское поселение      |
| 45 | Курманова             | деревня          | ↘856      | Аязгуловское сельское поселение    |
| 46 | Куянбаева             | деревня          | ↘360      | Яраткуловское сельское поселение   |
| 47 | Кызылбулак            | деревня          | ↘94       | Худайбердинское сельское поселение |
| 48 | Левашева              | деревня          | ↗240      | Акбашевское сельское поселение     |
| 49 | Мавлютова             | деревня          | ↘599      | Байрамгуловское сельское поселение |
| 50 | Малая Куйсарина       | деревня          | ↗23       | Яраткуловское сельское поселение   |
| 51 | Малая Ультракова      | деревня          | ↘225      | Аязгуловское сельское поселение    |
| 52 | Малая Усманова        | деревня          | ↗46       | Акбашевское сельское поселение     |
| 53 | Малая Яумбаева        | деревня          | ↘44       | Кузнецкое сельское поселение       |
| 54 | Маржинбаева           | деревня          | ↘213      | Дербишевское сельское поселение    |
| 55 | Марксист              | деревня          | ↘75       | Кулуевское сельское поселение      |
| 56 | Маякский              | посёлок          | ↘282      | Байрамгуловское сельское поселение |
| 57 | Медиак                | деревня          | ↘170      | Камышевское сельское поселение     |
| 58 | Метелева              | деревня          | ↗681      | Камышевское сельское поселение     |
| 59 | Миасский              | посёлок          | ↘39       | Байрамгуловское сельское поселение |
| 60 | Назырова              | деревня          | ↘24       | Аязгуловское сельское поселение    |
| 61 | Новая Соболева        | деревня          | ↘729      | Норкинское сельское поселение      |
| 62 | Новый Миасс           | деревня          | ↘164      | Байрамгуловское сельское поселение |
| 63 | Норкино               | деревня          | ↘413      | Норкинское сельское поселение      |
| 64 | Передовик             | посёлок          | ↘45       | Кузнецкое сельское поселение       |
| 65 | Разъезд № 89 (187 км) | посёлок          | ↗19       | Аязгуловское сельское поселение    |
| 66 | Саитова               | деревня          | ↗160      | Яраткуловское сельское поселение   |
| 67 | Сайма                 | посёлок          | ↗37       | Кузнецкое сельское поселение       |
| 68 | Селяева               | деревня          | ↗375      | Камышевское сельское поселение     |
| 69 | Старая Соболева       | деревня          | ↘367      | Норкинское сельское поселение      |
| 70 | Суфино                | деревня          | ↘137      | Норкинское сельское поселение      |
| 71 | Сыргайды              | деревня          | ↘94       | Кузнецкое сельское поселение       |
| 72 | Тугузбаева            | деревня          | ↗126      | Дербишевское сельское поселение    |
| 73 | Туракаева             | деревня          | ↘12       | Байрамгуловское сельское поселение |
| 74 | Увильды               | посёлок          | ↘577      | Кузнецкое сельское поселение       |
| 75 | Уразбаева             | деревня          | ↗258      | Яраткуловское сельское поселение   |
| 76 | Утябаева              | деревня          | ↗56       | Аязгуловское сельское поселение    |
| 77 | Халитова              | деревня          | ↗214      | Яраткуловское сельское поселение   |
| 78 | Худайбердинский       | посёлок          | ↘807      | Худайбердинское сельское поселение |
| 79 | Чапаевка              | деревня          | ↘235      | Камышевское сельское поселение     |
| 80 | Чишма                 | деревня          | ↘45       | Байрамгуловское сельское поселение |
| 81 | Чубары                | посёлок          | ↗353      | Акбашевское сельское поселение     |
| 82 | Южный Горняк          | посёлок          | ↗84       | Яраткуловское сельское поселение   |
| 83 | Ялтырова              | деревня          | ↘198      | Яраткуловское сельское поселение   |
| 84 | Янги-Юл               | деревня          | ↗7        | Дербишевское сельское поселение    |
| 85 | Яраткулова            | деревня          | ↘1139     | Яраткуловское сельское поселение   |

По состоянию на 1966 год в Аргаяшском районе было 97 населённых пунктов. Часть из них была упразднена впоследствии:
- 1966 г. — Глухово, Каменная Речка[25],
- 1968 г. — Верещагино, Малая Бажикаева, Малый Медиак, Мимбетова[25],
- 1985 г. — Муратова,
- 1989 г. — Крутогорка.

## Экономика
В 2009 году в Аргаяшском районе был построен и запущен второй в России завод по производству алюминиевых банок компании Rexam.

### Сельское хозяйство
Сельскохозяйственные угодья составляют 140,8 тыс. га., из них 100,4 тыс. га пашни, 11,8 тыс. .га сенокосов, 29,9 тыс. га пастбищ. В районе выращивают зерновые и зернобобовые культуры, картофель, овощи. Разводят крупный рогатый скот, лошадей, овец, кроликов, птицу. Сельскохозяйственную продукцию производят 33 предприятия, в том числе 6 коллективных предприятий, 25 КФХ, которые входят в реестр Минсельхоза области и более 11 тысяч личных подворий.
Крупнейшими сельхозпроизводителями района являлись ОАО «Аргазинское», ОАО "Совхоз «Акбашевский», ООО «Примерное» созданные на базе последних в районе колхозов. На 2020 год ОАО «Аргазинское», ООО «Примерное» прекратили своё существование. Единственным колхозом, который остался со времён Советского союза является совместное хозяйство «Акбашевское». Его много лет возглавляет заслуженный агроном России, кандидат сельскохозяйственных наук Нургали Сафарович Зарипов. Благодаря существованию колхоза деревня Акбашева активно застраивается новыми домами, увеличившись по площади в два раза. Что прямо доказывает необходимость воссоздания колхозов и совхозов на территории района.

## Достопримечательности
В селе Кулуеве расположена старинная Мечеть, в селе Губе́рнском — Дмитриевский собор (1899 год), в селе Кузне́цком — церковь Рождества Богородицы (1805 год). Неолитические стоянки «Ново-Соболево» и «Старо-Соболево» открыты в Норкинском сельском поселении.